# 大姫 (源頼朝の娘)
大姫（おおひめ、治承2年（1178年） - 建久8年7月14日（1197年8月28日））は、平安時代末期、鎌倉時代初期の女性。鎌倉幕府を開いた源頼朝の長女で母は北条政子。大姫というのは長女を意味する通称であり、本名は一幡とする説があるが不明。
6歳の時に頼朝と対立した木曽義仲との和睦のため、義仲の嫡男・義高と婚約するが、義仲の敗北に伴い義高が処刑されたことに衝撃を受け心を病む。のちの縁談も拒み通し、後鳥羽天皇への入内の話も持ち上がったが実現する事無く20歳で早世した。

## 生涯
治承2年（1178年）、 頼朝が伊豆の流人だった頃に、夫婦の間の最初の子として誕生。母の政子はその父・時政に結婚を反対され、幽閉されたがそれを振り切り、大雨の夜を凌いで頼朝の元へ走ったという。治承4年（1180年）8月、大姫が数え3歳の時に父・頼朝が挙兵、東国を制圧して鎌倉殿と称されるようになる。

### 義高との婚姻
寿永2年（1183年）春、頼朝と対立していた木曽義仲は、長男で当時11歳の源義高を人質として鎌倉に送り、当時6歳の大姫の婿とする事で頼朝と和議を結んだ（なお、義高と大姫は又従兄妹にあたる）。しかし頼朝と義仲の関係は破局し、翌年の寿永3年（1184年）正月、義仲は頼朝の送った軍によって都の郊外で敗死する。
同年（改元して元暦元年）4月21日（6月1日）、頼朝は将来の禍根を断つべく義高の殺害を決める。それを漏れ聞いた侍女たちから知らせを受けた大姫は、明け方に義高を女房姿にさせ、侍女たちが取り囲んで邸内から出し、ひづめに綿を巻いた馬を用意して鎌倉を脱出させる。義高と同年の側近であった海野幸氏を身代わりとして、義高の寝床から髻を出し、義高が好んで幸氏といつも双六勝負していた場所で双六を打ち、その間殿中の人々はいつも通り義高が座っているように思っていたが、夜になって事が露見する。
頼朝は激怒して幸氏を召し捕り、堀親家以下軍を各所に派遣して義高を討ち取るように命じる。周章した大姫は魂を打ち消すほど打ちしおれてしまう。4月26日（6月6日）、親家の郎党である藤内光澄が鎌倉に戻り、入間河原で義高を討ち取った旨を報告する。この事は内密にされていたが、大姫の耳に入り、悲嘆のあまり水も喉を通らなくなるほどだった。6月27日（8月5日）、政子は大姫が病床に伏し、日を追って憔悴していくのは義高を討ったためだと憤り、ひとえに討ち取った男の配慮が足りなかったせいだと頼朝に強く迫り、藤内光澄は晒し首にされた。
7歳であった大姫の心は深く傷付き、その後十余年を経ても義高への思いに囚われては床に伏す日々が続く。義高のための追善供養や読経、各寺院への祈祷などあらゆる手が尽くされたが効果はなかった。
だが、これらの逸話を記した『吾妻鏡』の記述には文飾が施されていると思われ、どこまでが事実でどこからが虚構なのかの判別は付け難い。

### 入内問題
源義高が殺害された直後の元暦元年（1184年）8月、後白河法皇は台頭する頼朝との関係を強化すべく、摂政・近衛基通に頼朝の娘を嫁がせる意向を示した。近衛家には頼朝の乳母である比企尼の外孫である惟宗忠久（島津氏の祖）が仕えており、法皇や基通が惟宗忠久を介して頼朝周辺に働きかけた可能性がある。しかし、基通に代えて叔父の九条兼実を摂政として推す意向に傾いていた頼朝は最終的には拒絶している。
『玉葉』によると、建久2年（1191年）、頼朝が娘を後鳥羽天皇に入内させようとしているという噂が兼実の耳にも入っている。だが、翌建久3年（1192年）の後白河法皇の死とそれに伴う兼実の政権獲得が原因か、1度は沙汰止みになっている。
建久5年（1194年）8月、頼朝の甥で貴族である一条高能が鎌倉へ下ってくる。17歳になった大姫の病状が一時小康状態となった際、政子は高能との縁談を勧める。大姫は「そんな事をするくらいなら深淵に身を投げる」と一言のもとに拒絶。政子はそれ以上話を進める事をあきらめる。
頼朝はその年の10月から上洛の準備を始め、翌建久6年（1195年）2月、政子と大姫・頼家らの子女を伴って京へ上る。表向きの目的は東大寺の落慶供養であったが、都では大姫を後鳥羽天皇への妃にするべく入内工作を行っていた。頼朝は宮廷の実力者である土御門通親と丹後局にさかんに接触を図る。3月29日（5月10日）には丹後局を招いて政子と大姫と対面させ、銀製の蒔絵の箱に砂金300両を納め、白綾30反など多くの派手な贈り物をし、その従者たちにまで引き出物を送った。
前回の上洛では胸襟を開いて語り合った盟友の兼実には一度しか面会せず、雑事ばかりを語って政治的な話はせず、贈り物は馬2頭のみであった。兼実は娘がすでに後鳥羽天皇の中宮になっており、土御門通親・丹後局とは政敵であった。頼朝は妹婿で重用していた一条能保との参詣の予定も突然反故にし、丹後局に同行している。頼朝はかつて後白河法皇の死去の直前、院近臣の通親や丹後局が勝手に院の荘園として分捕ろうとした国衙領を、兼実とともに断固たる処置で元に戻した。丹後局と接触した頼朝は、この兼実の決定を突然取り消したのである。翌年、兼実は一門と共に失脚する（建久七年の政変）。
頼朝は多大な犠牲を払って大姫の入内を計ったが、大姫は病から回復する事なく建久8年7月14日（1197年8月28日）に死去した。享年20。
大姫入内運動は、頼朝が通親・丹後局に利用され、結果的に朝廷の反幕府派の台頭を招く重大な結果をもたらしたとされることが多い。頼朝は大姫の死後、次女・三幡の入内工作を進めて女御とするも、自身と三幡の相次ぐ病死で頓挫する。これらは、それまで常に冷徹な政治家であった頼朝の最大の失策とされ、それは父親としての思いからとも、娘を天皇の后に立て自らが外戚になるという、中央貴族の末裔としての意識を捨てきれなかった限界とも評されている。
その一方で、政権基盤の脆弱な通親が頼朝と敵対したらひとたまりもなく、通親は実際には頼朝や頼家に最大限の配慮をしており、反幕的公卿の指摘は当たらないとの指摘がある。御家人統制に王朝権威を利用し始めた頼朝にとって朝廷統制は不可欠であって、その最も直截的な方策こそ娘の入内と外孫の即位であり、入内の頓挫は娘たち及び頼朝自身の相次ぐ病死という想定外の事態によるものに過ぎない。3度目の上洛が実現していたら頼朝は三幡を後鳥羽の後宮に送り込むことに成功していただろうとする見解もある。
常楽寺に大姫の墓と伝えられる塚が残るほか、大姫の守り本尊（念持仏とも）であったとの伝説のある地蔵を祭った地蔵堂（岩船地蔵堂）が扇ガ谷に残る。

## ギャラリー

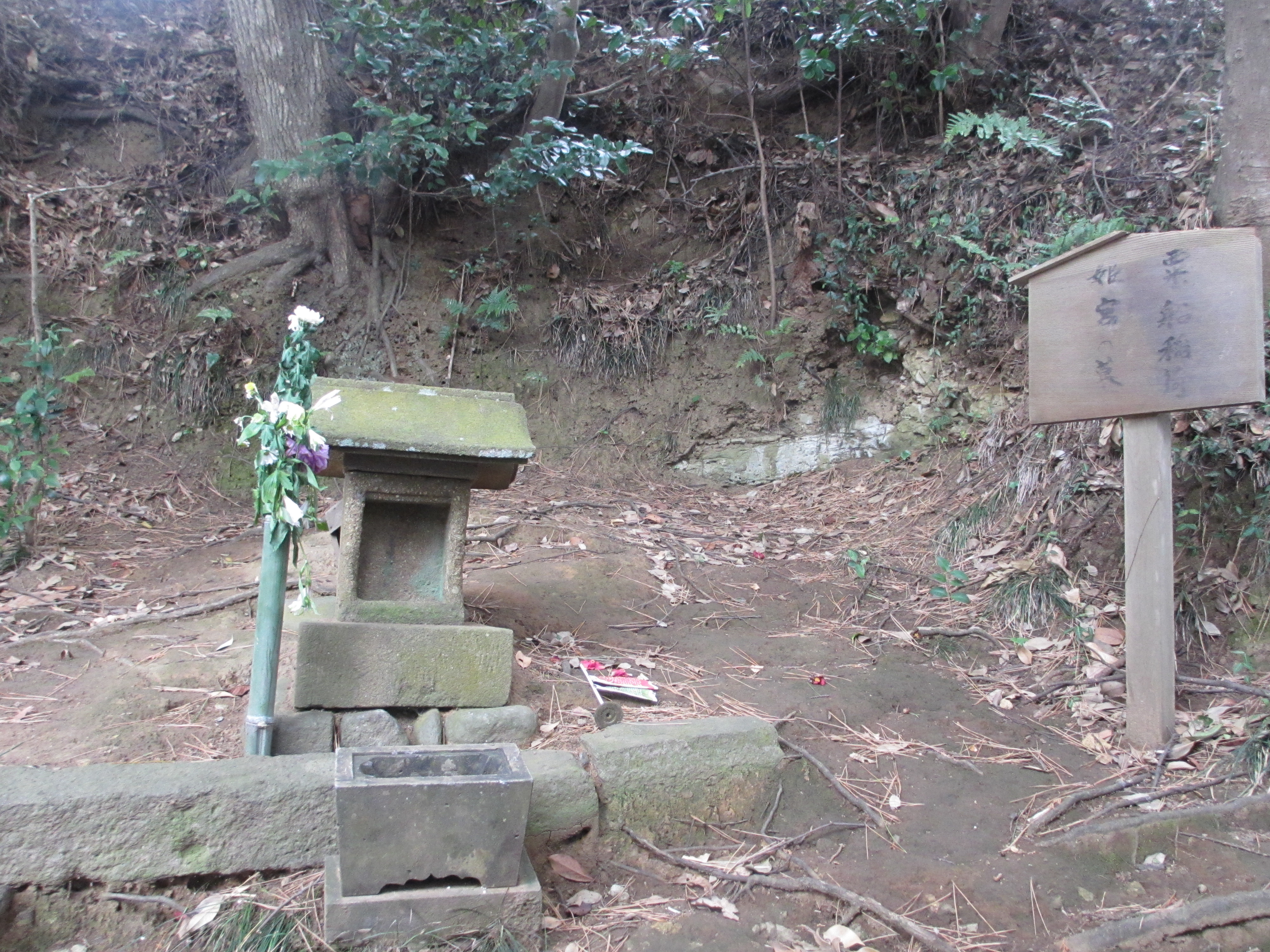
粟姫稲荷 姫宮の墓（常楽寺左側道山腹、大姫の墓ないし北条泰時の娘・姫君の墓）
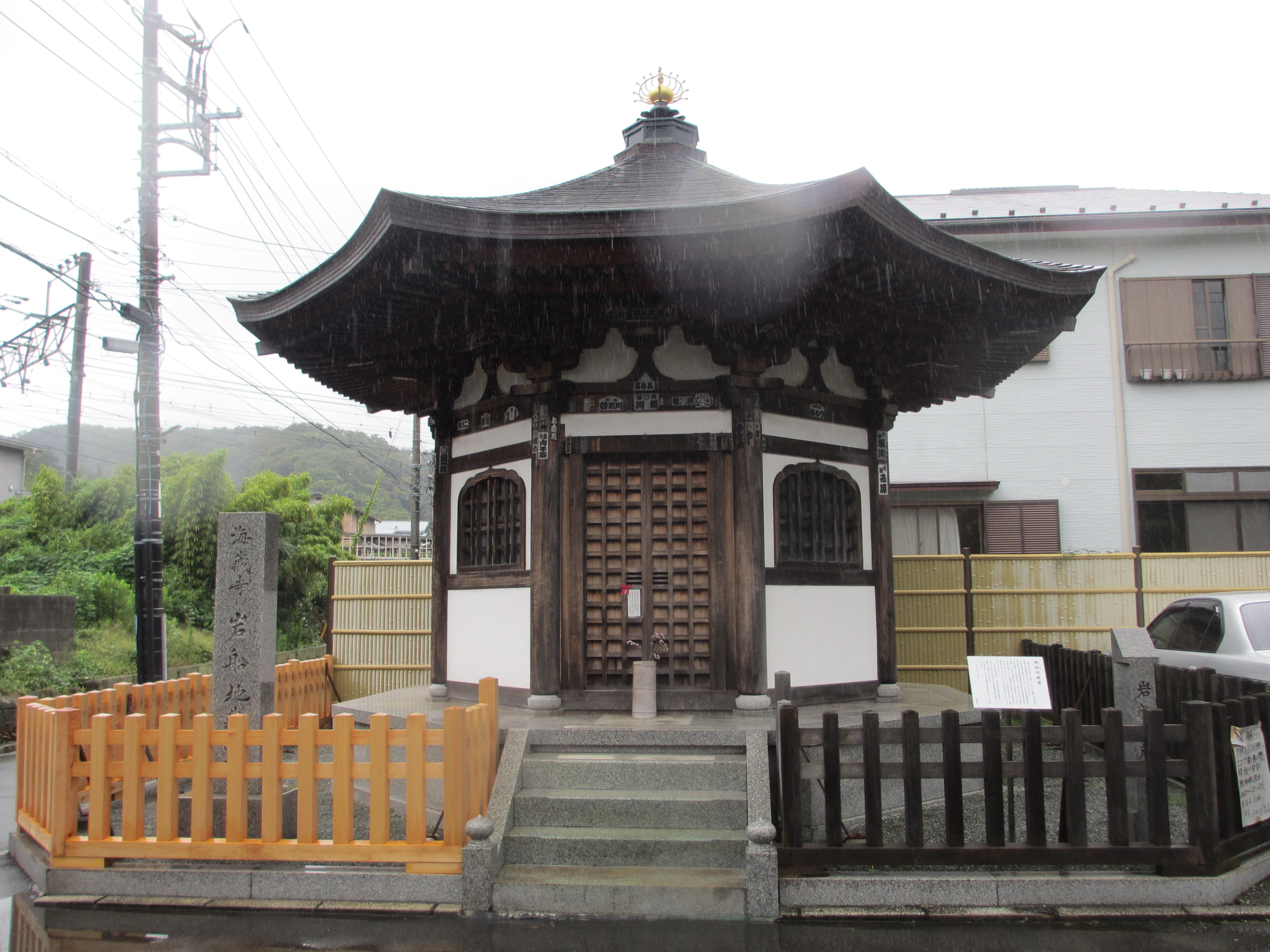
岩船地蔵堂（鎌倉市扇ガ谷3,JR鎌倉駅横須賀線沿ガード近く）

## 関連作品
小説
- 夢鏡(ゆめのすがたみ)-義高と大姫のものがたり（倉本由布、1991年）
- 鎌倉盛衰記1 海に眠る-義高と大姫（倉本由布、1992年）
- 約束-大姫・夢がたり（倉本由布、1996年）
- 女人入眼（永井紗耶子、2022年）

テレビドラマ
- 北条政子（1970年、NET） - 演：竹中邦恵→榊原るみ
- 草燃える（1979年、NHK大河ドラマ） - 演：西尾麻理→斎藤こず恵→池上季実子
- 義経（2005年、NHK大河ドラマ） - 演：野口真緒
- 鎌倉殿の13人（2022年、NHK大河ドラマ） - 演：難波ありさ→落井実結子→南沙良

漫画
- 時をかけた少女たち「1183年のお婿さま-鎌倉に咲いた純愛-」（かやまゆみ、1995年、短編）
- あの日見た桜（藤野もやむ、2000年、短編）
- ひとさきの花（藤野もやむ、2007年、短編）
- ますらお 秘本義経記 大姫哀想歌（北崎拓、2014年、全1巻） - 『ますらお 秘本義経記』本来の主人公は源義経であるが、本作は主人公兼語り手を大姫とする外伝的作品。